# N-メチルアラニンデヒドロゲナーゼ
N-メチルアラニンデヒドロゲナーゼ（N-methylalanine dehydrogenase）は、次の化学反応を触媒する酸化還元酵素である。
N-メチル-L-アラニン + H2O + NADP+ {\displaystyle \rightleftharpoons } ピルビン酸 + メチルアミン + NADPH + H+
反応式の通り、この酵素の基質はN-メチル-L-アラニンとH2OとNADP+、生成物はピルビン酸とメチルアミンとNADPHとH+である。
組織名はN-methyl-L-alanine:NADP+ oxidoreductase (demethylating, deaminating)である。